# Laudo di Coutances
San Laudo di Coutances, o Lautone; in lingua francese Saint Laud de Coutances o anche Saint Lô o Saint Louet; in lingua latina Laudus o Lauto (... – Coutances, 565), è stato un vescovo franco.

## Biografia e culto
Egli risiedeva nella città di Briovère, che poi da lui prese il nome di Saint-Lô, nella Bassa Normandia, che era proprietà della sua famiglia. Prese parte a diversi concili di Orlèans, tra il 533 e il 549. Alla sua morte venne subito beatificato e fu piuttosto onorato nella sua città di Briovère, che ne ospitò il sepolcro, divenuto presto meta di pellegrinaggi, e che da lui prese il nome di Saint-Lô. Lo stesso nome fu assegnato ad altri comuni della Manica e del Calvados: Saint-Lô-d'Ourville, Saint-Louet-sur-Seulles et Saint-Louet-sur-Vire.